# Crematogaster obscura
Crematogaster obscura är en myrart som beskrevs av Smith 1857. Crematogaster obscura ingår i släktet Crematogaster och familjen myror. Inga underarter finns listade i Catalogue of Life.